# Electronicore
L'electronicore (noto anche come synthcore e crabcore, a volte chiamato impropriamente trancecore) è un genere musicale frutto della fusione stilistica dei generi post-hardcore e metalcore con vari sottogeneri della musica elettronica.

## Storia del genere
I maggiori esponenti nonché le pietre miliari della scena metalcore elettronica sono considerati principalmente gli Enter Shikari e gli Attack Attack! (questi ultimi ispirati dall'album di debutto dei primi, Take to the Skies), che portarono alla fama, più che altro nel Regno Unito e negli Stati Uniti d'America, un nuovo stile musicale che univa metalcore, dance, elettronica e screamo, poi denominato dai critici musicali come "electronicore"..
Altri esponenti sono gruppi statunitensi come Sky Eats Airplane, I See Stars, Breathe Carolina. Dal 2009 in poi hanno guadagnato popolarità a livello internazionale anche gruppi di altri paesi come gli inglesi Asking Alexandria, i giapponesi Crossfaith e i tedeschi Electric Callboy.
Negli anni 2010 ha riscosso notevole successo internazionale il gruppo idol giapponese j-pop/heavy metal Babymetal, principalmente dedito a sonorità death e thrash ma anche con brani dalle sonorità affini, secondo alcuni critici, all'electronicore.

## Caratteristiche
L'electronicore è caratterizzato dalla tipica strumentazione e i canti eseguiti in scream del post-hardcore mischiati all'uso dei sintetizzatori e a volte di Auto-Tune. Spesso vi sono elementi provenienti da dance e trance, come anche da dubstep, drum and bass ed electro. Del metalcore vengono principalmente utilizzati i breakdown, mentre le metriche sono quelle del post-hardcore, con chitarre distorte, alti livelli di basso e tempi veloci.
Gli Enter Shikari hanno inoltre sperimentato, in alcune produzioni, l'aggiunta di parti rappate o parlate.